# Burlington (Connecticut)
Burlington è un comune di 8.190 abitanti degli Stati Uniti d'America, situato nella Contea di Hartford nello Stato del Connecticut.